# Jasmine Camacho-Quinn
Jasmine Camacho-Quinn, född 21 augusti 1996, är en puertoricansk friidrottare som tävlar i häcklöpning.

## Karriär
Camacho-Quinn tävlade för Puerto Rico vid olympiska sommarspelen 2016 i Rio de Janeiro, där hon blev diskvalificerad i semifinalen på 100 meter häck.
Vid olympiska sommarspelen 2020 i Tokyo tog Camacho-Quinn guld på 100 meter häck, vilket var Puerto Ricos andra OS-guld genom tiderna. I semifinalen sprang hon på 12,26 sekunder, vilket var ett nytt personbästa och olympiskt rekord.
I juli 2022 vid VM i Eugene tog Camacho-Quinn brons på 100 meter häck efter ett lopp på 12,23 sekunder, dock för hög medvind för ett personligt rekord.
Vid OS 2024 tog hon brons på 100 meter häck.